# 침철석
침철석(針鐵石, goethite)은 수화된 철 광물로, 경도는 5.0~5.5이고, 비중은 3.3~4.3이다. 화학식은 FeO(OH)이다.

## 같이 보기
- 황토색
- 광물 목록